# Клейн, Роман Иванович
Рома́н Ива́нович (Ро́берт Ю́лиус) Клейн (19 [31] марта 1858, Москва — 3 мая 1924[…], Москва) — русский и советский архитектор, академик Императорской Академии художеств, реставратор и преподаватель, работавший преимущественно в Москве. Один из самых плодовитых и востребованных архитекторов конца XIX — начала XX века. Строитель Музея изящных искусств (Музея изобразительных искусств им. А. С. Пушкина), магазина Мюр и Мерилиз (ЦУМ), Средних торговых рядов, Бородинского моста и десятков других памятников. Мастер эклектики, стилизатор, в конце карьеры строил в неоклассическом стиле, гласный Московской думы (1908)
. Преподаватель, педагог, подготовивший таких профессионалов, как И. И. Рерберг, Г. Б. Бархин и других.

## Биография
Родился в московской многодетной купеческой (позже перешедшей в сословие потомственных почётных граждан) семье немецкого происхождения. В 1878 году отец Клейна купил усадьбу Григорьева — Писемской на Малой Дмитровке, в которой прежде жил И. С. Аксаков, в их доме часто бывали Антон Рубинштейн и его брат Николай, архитектор Александр Вивьен, многие другие известные художники, литераторы и музыканты. Уже в детстве Клейн проявлял склонности к музыке и рисованию, а занятия с Вивьеном предопределили окончательный выбор будущей профессии.
Во время обучения в гимназии Креймана в 1873—1874 годах посещал курсы в МУЖВЗ, где получил две училищных награды. В 1875—1877 годах работал чертёжником у архитектора В. О. Шервуда на постройке Исторического музея. В 1877—1882 годах обучался в Императорской Академии художеств, закончил её со званием классного художника архитектуры 3-й степени. После окончания ИАХ был направлен в пенсионерскую поездку за границу: полтора года стажировался в Европе — в Италии и Франции; работал в мастерской известного архитектора Шарля Гарнье, принял участие в работе Гарнье по сооружению исторических жилищ разных народов для парижской выставки 1889 года. После возвращения в Москву в 1885—1887 годах работал помощником в мастерских разных архитекторов, в том числе у В. О. Шервуда и А. П. Попова.
В 1888 году начал самостоятельную архитектурную практику. Первая крупная постройка Клейна, принёсшая ему славу — дом В. А. Морозовой на Воздвиженке, 14, — ввела его в круг старообрядческого купечества — Морозовых, Коншиных, Шелапутиных, Прохоровых.
Количество его произведений сопоставимо с результатом работы самого плодовитого московского мастера того времени — Ф. О. Шехтеля. Вместе с тем по масштабу своего дарования Клейн заметно уступал своим современникам — Кекушеву, Фомину, Бондаренко, Иванову-Шицу и, конечно, самому Шехтелю. — М. В. Нащокина
Почти двадцать лет своей жизни (1896—1912) Клейн посвятил строительству Музея изящных искусств имени Александра III. Проведенный в 1896 году публичный конкурс был выигран П. С. Бойцовым 
В итоге, правление Московского университета — организатор постройки — пригласил Клейна возглавить проект, организовав ему турне в европейские музеи.
Клейн использовал общий градостроительный план и внутреннюю планировку Бойцова, но подробная архитектурная разработка фасадов в неогреческом стиле и интерьеров — безусловно, авторская работа Клейна и его команды. В неё входили такие мастера, как В. Г. Шухов, И. И. Рерберг, Г. Б. Бархин, А. Д. Чичагов, И. И. Нивинский, А. Я. Головин, П. А. Заруцкий и др.   Работы проводились Торговым домом В. Залесский и В. Чаплин, который устраивал в здании Музея паро-водо-духовое отопление. И. И. Рерберг был помощником Клейна и отвечал за качество производимых работ и за ведение отчетности строительства. 
Клейн — возможно, самый плодовитый мастер промышленной архитектуры своего времени, совмещал руководство постройкой музея с множеством частных проектов. Среди его постоянных клиентов крупнейшие московские промышленников — семья Жиро, Ю. П. Гужон, А. О. Гюбнер. Среди построек Клейна — фабрика «Красная Роза» на улице Тимура Фрунзе и первые корпуса «Второго автомобильного завода „Руссо-Балт“» в Филях (нынешний ГКНПЦ имени Хруничева).
- Примеры работ Р. И. Клейна
- Клиника на Девичьем Поле (1893)
- Доходный дом князя А. Г. Гагарина (1898)
- «Мюр и Мерилиз» (ЦУМ) (1906—1908)
- Особняк Некрасова, Хлебный переулок, 20 (1906)

Работы Клейна во многом определили облик южной части Китай-города — он построил Средние торговые ряды на Красной площади, банковские здания на Варварке, 7 и Ильинке, 12 и 14. Особняки в русском стиле работы Клейна сохранились в Огородной слободе, 6 и на Шаболовке, 26. Там же, на Шаболовке, 33 — дворянская богадельня имени Ю. С. Нечаева-Мальцова, а на Малой Пироговской улице, 20 — Институт злокачественных опухолей имени Морозовых (первый в Москве раковый хоспис, ныне старое здание МНИОИ имени Герцена). По заказу благотворительного фонда П. Г. Шелапутина Клейн выстроил школы на Ленинском проспекте, 15, в переулке Хользунова, 14-18 и др. В 1906—1911 годах завершил строительство Московской хоральной синагоги по проекту умершего С. С. Эйбушица. В Серпухове Клейн выстроил здание городской думы, особняк Мараевой (ныне Серпуховский историко-художественный музей и храм Спаса Нерукотворного Образа.
Клейн остался в революционной России и был достаточно востребован новыми властями, но не дожил до строительного подъёма середины 1920-х годов. С 1918 года и до самой смерти он работал штатным архитектором Пушкинского музея, служил в правлениях Казанской и Северной железных дорог, возглавлял кафедру МВТУ. Выполнил много проектов, оставшихся не реализованными. Последние четыре месяца жизни руководил проектным бюро Наркомпроса. Похоронен на Введенском (Немецком) кладбище (15 уч.).

## Проекты и постройки
- Особняк В. А. Хлудова (перестройка существующего здания) (1884—1885 (?), Москва, Новая Басманная улица, 19). Частично снесён в 1960 году[сн 1];
- Доходный дом И. И. Афремова (1885, Москва, Неглинная улица, 5), не сохранился;
- Доходный дом князя Урусова (1885, Москва, Плотников переулок, 13), снесён в 1983 году;
- Торговый, конторский и доходный дом В. Д. Перлова (С. В. Перлова), проект перестройки сделан архитектором К. К. Гиппиусом (1885—1893, Москва, Мясницкая улица, 19);
- Доходный дом Л. Э. Адельгейма (1886, Москва, Большая Дмитровка, 23), перестроен;
- Корпус магазина «Мюр и Мерилиз» и перестройка старого здания (1886, Москва, Театральная площадь), не сохранился;
- Особняк В. А. Морозовой (1886—1888, Москва, Воздвиженка, 14);
- Церковь-усыпальница князей Шаховских в их имении (1888, под Санкт-Петербургом), не сохранились;
- Доходный дом (1888, Москва, Страстной бульвар, 8);
- Конкурсный проект здания Верхних торговых рядов (2-я премия) (1888—1889, Москва, Красная площадь), не осуществлён;
- Перестройка здания Русского для Внешней торговли и Сибирского банков (1888—1889, Москва, Ильинка, 12/2);
- Торговый и конторский дом Серпуховского городского общества (1888—1903, Москва, Ипатьевский переулок);
- Перестройка доходного дома В. О. Гаркави (1889, Москва, Сивцев Вражек, 38/19);
- Трибуны и беговая беседка Московского бегового общества (1889—1890-е, Москва), не сохранились;
- Перестройки и надстройка собственного особняка (1889, 1896, Москва, Олсуфьевский переулок, 6, в глубине участка), здание заменено новой постройкой, отчасти напоминающей оригинал;
- Дом Эджубова (1880-е, Москва, Воскресенская площадь, 3);
- Особняк Эджубова (1889, Вспольный переулок, 3);
- Конторский и торговый дом «Варваринское подворье» (1890—1892, Москва, Варварка, 7 — Никольский переулок, 11);
- Особняк А. Зиберта (1891, Москва, Долгоруковская улица, 27);
- Особняк профессора В. Ф. Снегирёва (1893—1894, Москва, Плющиха, 62);
- Московский гинекологический институт им. А. П. Шелапутиной при Московском университете (1893—1896, Москва, Большая Пироговская улица, 11/12);
- Храм Спаса Нерукотворного на Занарском кладбище (1893—1896, Серпухов, улица Чернышевского, 50а), частично разрушен[11];
- Церковь Всех Святых в Высоцком монастыре (1893—1896, Серпухов, Калужская улица, 110)[12];

- Церковь Троицы Живоначальной (1894—1895, Карабаново, ул. Луначарского), не сохранилась[13];
- Доходный дом А. А. Пантелеева (1894—1897, Москва, Олсуфьевский переулок, 1), надстроен;
- Церковь (1894—1896, с. Осеченки, Раменский район Московской области);
- Доходный дом И. Т. Кузина (1895—1898, Олсуфьевский переулок, 8);
- Доходный дом Товарищества виноторговли К. Ф. Депре и К° (1895—1898, Москва, Петровка, 8);
- Конкурсный проект здания Музея изящных искусств (золотая медаль ИАХ) (1896, Москва);
- Перестройка Церкви Жён Мироносиц (новой) (1896, Серпухов, Вторая Московская улица), не сохранилась[14];
- Доходный дом А. А. Пантелеева (1896—1897, Москва, Олсуфьевский переулок, 1а), надстроен двумя этажами;
- Магазин торгового дома «Мюр и Мерилиз» во владении князя А. Г. Гагарина, совместно с архитектором В. А. Коссовым (1896—1898, Москва, Кузнецкий Мост, 19);
- Музей изящных искусств имени императора Александра III при Московском университете, при участии архитекторов Г. Б. Бархина, И. И. Рерберга, А. Д. Чичагова, инженера В. Г. Шухова, художников И. И. Нивинского, П. В. Жуковского, А. Я. Головина, скульптора Г. Р. Залемана и др. (1896—1912, Москва, Волхонка, 12);
- Особняк Гектора Симоно (1898, Москва, Шаболовка, 26);
- Беседка для церемонии закладки Музея изящных искусств (1898, Москва, Волхонка), не сохранилась;
- Винный склад «Товарищества К. Ф. Депре» (1899, Москва, Первый Колобовский переулок, 12 — Третий Колобовский переулок, 3);
- Надворные постройки при особняке В. П. Берга (1899, Арбат, 28), не сохранились;
- Классическая мужская гимназия № 8 имени П. Г. Шелапутина с церковью Святого Григория Богослова (1899—1901, Москва, Хользунов переулок, 14)[15];
- Доходный дом А. К. Депре (1899—1902, Петровский бульвар, 17), надстроен двумя этажами;
- Конкурсный проект трибун Московского бегового общества (1-я премия) (1890-е, Москва), не осуществлён;
- Церковь (1890-е, с. Быково Московской области);
- Шёлковая фабрика Симона (1890-е, Москва, Шаболовка, 26);
- Ткацкий корпус Прохоровской Трёхгорной мануфактуры (1890-е, Рочдельская улица, 13—15);
- Клеевой завод Терлинера (1890-е, Москва, Кожевники);
- Доходный дом Ефремова (1890-е, Москва, Манежная улица);
- Приёмная Трёхгорного пивоваренного завода (1890-е, Москва, Кутузовский проспект, 12);
- Перестройка здания Московского купеческого банка (1890-е, Ильинка, 14);
- Участие в отделке Дворцового моста (1890-е, Санкт-Петербург);
- Дом Тургенева (1890-е, Санкт-Петербург, Английская набережная);
- Комплекс усадьбы фон Вогау (главный дом, скотный двор, птичник, хозяйственные постройки) (1890-е, станция Юдино, Московская область);
- Конкурсный проект студенческого общежития при Московском университете на Девичьем поле (1-я премия) (1890-е, Москва), не осуществлён;
- Трапезная Казанской Амвросиевской женской пустыни (рубеж XIX—XX вв., с. Шамордино Козельского района Калужской области)[16];
- Собственный доходный дом (1900, Москва, Олсуфьевский переулок,6, на красной линии);
- Студенческое общежитие Московского университета (по проекту, получившему на конкурсе 1-ю премию) (1900, Москва, Большая Грузинская улица, 10);
- Дворянская богадельня имени С. Д. Нечаева-Мальцева с церковью Стефана Архидиакона (1900—1901, Москва, Шаболовка, 33)[17];
- Приёмная и фабричные корпуса Ситцевой фабрики А. Гюбнера (1900—1901, Москва, Малый Саввинский переулок);
- Особняк Х. Б. Высоцкой (1900—1901, 1910, Москва, Огородная слобода, 6);
- Студенческое общежитие имени императора Николая II при Московском университете (1900—1902, Москва, Большая Грузинская улица, 10—12);
- Женское ремесленное училище имени Г. Шелапутина (1900—1903, Москва, Ленинский проспект, 15);
- Общежитие для студентов медицинского факультета Московского университета имени Великого князя Сергея Александровича (1900—1903, Москва, Малая Пироговская улица, 16);
- Институт для лечения злокачественных опухолей имени Морозовых при Московском университете (1900—1903, Москва, Малая Пироговская улица, 20);
- Средние торговые ряды (по конкурсному проекту получившему 2-ю премию) (1901—1902, Москва, Красная площадь, 5);
- Проект торгового дома «Мюр и Мерилиз» (1902, Москва, Петровка, 2), не осуществлён;
- Пристройки (первые) к зданию Трёхгорного пивоваренного товарищества (1903, Москва, Кутузовский проспект, 12);
- Училище памяти И. П. Боголепова в Покровском-Филях (1903)
- Перестройки и хозяйственные постройки во владении А. Ф. Михайлова (1903, 1907, 1914, Москва, Хамовнический (?) переулок, 17);
- Проект усыпальницы Великого князя Сергея Александровича в Чудовом монастыре (1904, Москва, Московский Кремль), не сохранился;
- Дом-музей (картинная галерея) К.-М. (К. О.) Жиро (1904—1905, Москва, улица Тимура Фрунзе), перестроен;
- Дом Серпуховского городского общества (1904—1906, Москва, Ильинка, 12);
- Доходный дом (1905, Москва, проспект Мира, 62);
- Электростанция Общества электрического освещения (1905—1907, Москва, Раушская набережная, 8);
- Особняк И. И. Некрасова (1906, Москва, Хлебный переулок, 20/3);
- Сторожка при шёлкоткацкой фабрике Жиро (1906, Москва, улица Льва Толстого);
- Торговый дом «Мюр и Мерилиз» (1906—1908, Москва, Петровка, 2);
- Пристройки и надстройки зданий, элеватор и водонапорная башня во владении Трёхгорного пивоваренного товарищества (1906, 1909—1910, Москва);
- Строительство по проекту С. С. Эйбушица и отделка интерьеров Хоральной синагоги Московского еврейского общества (1906—1911, Москва, Большой Спасоглинищевский переулок, 10);
- Проект школы при костеле Св. Людовика (1907, Москва), не осуществлён;
- Доходный дом К. О. Жиро (1907—1908, Москва, улица Тимура Фрунзе,11), надстроен;
- Доходный дом Г. А. Кеппена (1907—1914, Москва, Мясницкая улица, 5);
- Производственные корпуса шёлковой фабрики К. О. Жиро (8 строений) (1907—1914, Москва, улица Тимура Фрунзе, 11), частично сохранились;
- Перестройка дома К. О. Жиро (1908, Москва, улица Льва Толстого, 18);
- Проект памятника (1908, Бородино);
- Бородинский мост через Москву-реку, совместно с инженером Н. И. Осколковым, при участии Г. Б. Бархина, А. Д. Чичагова, П. П. Щёкотова, А. Л. Обера (1908—1913, Москва), позднее перестроен;
- Конкурсный проект здания Северного страхового общества (3-я премия) (1909, Москва), не осуществлён;
- Педагогический институт с музеем имени П. Г. Шелапутина и реальное училище имени А. П. Шелапутина (1909—1911, Москва, Хользунов переулок, 16—18);
- Храм-усыпальница князей Юсуповых, графов Сумароковых-Эльстонов, совместно с Г. Б. Бархиным (1909—1916, Архангельское)[18];
- Торговый дом инженера М. Я. Масленникова и К° (1900-е, Фуркасовский переулок, 1(?)), перестроен;
- Больница при Тверской мануфактуре (1900-е, Тверь);
- Общежитие при Тверской мануфактуре (1900-е, Тверь);
- Здание Городской думы имени Фирсанова (1900-е, Серпухов, улица Советская, 31/21);
- Доходный дом Патрикеева (1900-е, Москва, Гоголевский бульвар);
- Церковь (1900-е, Ораниенбаум);
- Участие в постройке моста (1900-е, Брюссель);
- Завод металлических изделий Жака (напротив Симонова монастыря) (1900-е, Москва);
- Участие в архитектурной разработке одного из мостов Московской окружной дороги (1900-е, Москва);
- Мужское ремесленное училище имени А. П. Шелапутина (1900-е, Москва, Миусская площадь, 7 — Первая Миусская улица, 3);
- Загородный дом Н. А. Зверева (1900-е);
- Церковь (1900-е, Томск);
- Шёлковая фабрика Муси-Гужон в Рогожской части (1900-е, Москва);
- Шелково-прядильная фабрика Катуар (1900-е, с. Даниловка Московской области);
- Железно-прокатный цех завода Гужона (1900-е, Золоторожский Вал, 11);
- Церковь (1900-е, с. Сторожево Рязанской губернии);
- Фабричные здания, склады, выставочные сооружения Торгового дома «Мюр и Мерилиз» (1900-е, Москва, Столярный переулок, 3);
- Сахарный завод (близ Высокого моста) (1900-е, Москва);
- Подольский цементный завод (1900-е, Подольск);
- Особняк Депре (?) (1900-е, Москва);
- Земская больница (1900-е, Алексин)
- Завод в Филях (сейчас — Авиационный) (1900-е, Москва);
- Клиника Московского университета (1900-е, Москва);
- Фабрика «Электросвет» (1900-е, Москва, Малая Пироговская улица, 8—10);
- Дом во владении Общества французской ваксы (1910, Москва, Дербеневская набережная, 34);
- Доходный дом К. О. Жиро (1911—1914, Москва, улица Льва Толстого, 18);
- Жилой дома для мастеров Шёлкоткацкой фабрики К. О. Жиро (1911—1914, Москва, улица Тимура Фрунзе, 11);
- Доходный дом графини А. А. Милорадович и княгини Е. П. Мещерской (урождённой графиней Подборской-Сморчевской)[источник не указан 2162 дня] (1912, Москва, Поварская улица, 22);
- Дом-музей фабрикантши А. В. Мараевой (1912, Серпухов, улица Чехова, 87/3);
- Доходный дом бесплатной лечебницы военных врачей для бедных всякого звания (1912—1913, Москва, улица Жуковского, 2 — Большой Харитоньевский переулок, 8);
- Здание кинематографа И. М. Тимонина «Колизей», при участии архитектора Г. Б. Бархина (1912—1916, Москва, Чистопрудный бульвар, 17), перестроено;
- Проект комплекса доходных домов П. А. Гуськова (1913), не осуществлён;
- Геологический и Минералогический институт при Московском университете (1913—1918, Москва, Моховая улица, 6, правое здание);
- Реставрационные работы во дворце Юсуповых, совместно с художником И. И. Нивинским (1913—1914, Архангельское);
- Пристройка флигеля и склад во владении П. П. Смирнова (1913—1914, Москва, Тверской бульвар, 18);
- Чаеразвесочная фабрика «Товарищества чайной торговли В. Высоцкий и К°» (1914, Москва, Нижняя Красносельская улица, 35[19]);
- Дом на территории шёлкоткацкой фабрики К. О. Жиро (1914, Москва, улица Льва Толстого);
- Проект перестройки Третьяковской галереи (1914, Москва), не осуществлён;
- Проект жилого и хозяйственного флигеля во владении П. А. Гуськова (1915, Москва, Чистопрудный бульвар), не осуществлён;
- Часовня преподобного Сергия Радонежского и праведницы Елизаветы (1911, Москва, Малый Песчаный пер., д. 2а)[источник не указан 786 дней]
- Конкурсный проект мемориальных музеев на Московском братском кладбище (1915, Москва, Сокол);
- Проведение подготовительных работ по реставрации зданий Московского университета (1915—1916, Москва);
- Корпуса фабрики Акционерного Общества «Каучук» (1915—1916, Москва, улица Усачёва, 11);
- Проект превращения Московского Кремля в музейный городок (1917, Москва), не осуществлён;
- Храм-усыпальница семьи Левченко (1910-е, Москва, Донской монастырь);
- Конкурсный проект Дворца отдыха со службами (2-я премия) (1920-е), не осуществлён;
- Конкурсный проект надстройки здания Биржи (3-я премия) (1920-е, Москва, улица Ильинка), не осуществлён;
- Конкурсный проект посёлка для Грознефти, совместно с А. А. Андреевским (1920-е), не осуществлён;
- Конкурсный проект рабочих жилищ для Донбасса (1920-е), не осуществлён;
- Проект перестройки фабрики «Проводник» для Русско-Германской выставки (1920-е), не осуществлён;
- Проект перестройки завода и столовой в Филях (1920-е);
- Проекты совхозных птичников, крольчатников и др. (1920-е, пос. Тарасовка Московской области);
- Типовые дома для рабочего посёлка Грознефти, совместно с А. А. Андреевским (1920-е), не осуществлены;
- Проект завода по первичной обработке льна и пеньки для совхоза при Совнаркоме (1920-е);
- Проект школы имени В. И. Ленина (1920-е), не осуществлён;
- Проект трудовой школы для Северной железной дороги (1920-е), не осуществлён;
- Конкурсный проект доходного дома Акционерного общества «Аркос» (1920-е), не осуществлён.

## Память
- Аллея Архитектора Клейна в Москве, расположена между Большой и Малой Пироговскими улицами, в районе, где около 15 зданий построено по проектам архитектора.
- По результатам конкурса на лучшее название нового здания музеев Московского Кремля на Красной площади, 5 одним из четырёх лучших вариантов призвано название «Корпус Клейна», предложенное Александром Змеулом[20]. Окончательное решение по названию нового здания музея будет принято после финального обсуждения членами жюри.